# Envejecimiento en Guatemala
El Envejecimiento de la población de Guatemala se refiere al declive de la población infantil y juvenil para el incremento de la población adulta y de tercera edad. Sin embargo, una gran mayoría de la población guatemalteca es menor a los 30 años, edad última que se considera como parte de la juventud. La estructura de edad de la población del país se compone de 56.8% de menores de 25 años, 38.8% se encuentra entre los 25 y 64 años de edad mientras que menos del 5% supera los 65 años de edad.
La tasa de fecundidad de Guatemala (2,9 hijos por mujer) supera notablemente a la tasa de fecundidad mundial (2,4 hijos por mujer), tomando en cuenta el avance del sistema médico en relación hace 50 años hoy Guatemala se considera como uno de los países más reproductores de bebés en todo el mundo, y teniendo en cuenta el despegue significativo de las esperanzas de vida (73 años), el país es de una población joven y en rápido crecimiento demográfico. 

## Historia
Antes de la segunda mitad del Siglo XX, Guatemala tenía una situación de natalidad y mortalidad similar al promedio latinoamericano, y una pirámide de población relativamente estable para un país en desarrollo medio. El suceso que más impactaría el futuro demográfico de Guatemala a partir de 1950 sería el Conflicto Armado Interno que duró más de 36 años dejando secuelas económicas, políticas y sociales. 
La Guerrilla obligaba la participación de jóvenes, la población joven y varonil fue más partícipe de las huelgas, marchas, golpes de Estado y las propias guerrillas internas. Sin embargo, la importante influencia religiosa en la sociedad guatemalteca, donde se da mucha importancia de formar una familia y tener hijos, especialmente en las áreas rurales, los hombres para compensar el número de jóvenes que ingresaron a las guerras, empezaron a fecundar más veces con las mujeres y a edades más jóvenes de lo usual incluso para esa época. Posterior a los Acuerdos de Paz en 1996, el desarrollo social y económico en Guatemala no ha crecido lo deseado, además que algunas autoridades religiosas se han opuesto a la educación sexual en Guatemala, por lo que el proceso de envejecimiento y el avance de la transición demográfica en Guatemala ha sido mucho más lento que en otros países de América Latina.
Sin embargo, en los últimos años, la tasa de natalidad en Guatemala ha mostrado un descenso más rápido que en otros países de la región, debido a la creciente globalización que permite de alguna forma promover la planificación familiar y el pensamiento del primer mundo a las actuales generaciones fértiles de Guatemala que representan una absoluta mayoría. Esto causará un envejecimiento más visible en la población para las próximas décadas, aunque más orientado a un bono demográfico.

## Transición demográfica
En lo que se refiere a la transición demográfica, Guatemala aún pertenece plenamente a la segunda fase o período, ya que aunque la natalidad en declive sigue siendo alta con bastante distancia de una mortalidad baja, además de una tasa de fecundidad muy superior a la necesaria del reemplazo generacional (2,1 hijos por mujer). 
| Año  | Tasa de Natalidad (por cada 1,000) | Tasa de Mortalidad (por cada 1,000) | Crecimiento Natural (Tasa Bruta)* | Crecimiento Natural (Tasa Promediada)* |
| ---- | ---------------------------------- | ----------------------------------- | --------------------------------- | -------------------------------------- |
| 2017 | 24.9                               | 4.8                                 | 20.1                              | 2.0                                    |
| 2016 | 25.3                               | 4.8                                 | 20.5                              | 2.1                                    |
| 2015 | 25.7                               | 4.9                                 | 21.2                              | 2.1                                    |
| 2014 | 26.0                               | 4.9                                 | 21.1                              | 2.1                                    |
| 2013 | 26.4                               | 4.9                                 | 21.5                              | 2.2                                    |
| 2012 | 26.8                               | 5.0                                 | 21.8                              | 2.2                                    |
| 2011 | 27.2                               | 5.1                                 | 22.1                              | 2.2                                    |
| 2010 | 27.7                               | 5.2                                 | 22.5                              | 2.3                                    |
| 2009 | 28.3                               | 5.2                                 | 23.1                              | 2.3                                    |
| 2008 | 29.0                               | 5.3                                 | 23.7                              | 2.4                                    |
| 2007 | 29.7                               | 5.4                                 | 24.3                              | 2.4                                    |
| 2006 | 30.6                               | 5.5                                 | 25.1                              | 2.5                                    |
| 2005 | 31.4                               | 5.6                                 | 25.8                              | 2.6                                    |
| 2004 | 32.4                               | 5.7                                 | 26.7                              | 2.7                                    |
| 2003 | 33.2                               | 5.8                                 | 27.4                              | 2.7                                    |
| 2002 | 34.0                               | 5.9                                 | 28.1                              | 2.8                                    |
| 2001 | 34.7                               | 6.0                                 | 28.7                              | 2.9                                    |
| 2000 | 35.3                               | 6.2                                 | 29.1                              | 2.9                                    |
| 1999 | 35.9                               | 6.4                                 | 29.5                              | 3.0                                    |
| 1998 | 36.4                               | 6.6                                 | 30.2                              | 3.0                                    |
| 1997 | 36.9                               | 6.8                                 | 30.1                              | 3.0                                    |
| 1996 | 37.3                               | 7.1                                 | 30.2                              | 3.0                                    |
| 1995 | 37.8                               | 7.3                                 | 30.5                              | 3.1                                    |
| 1994 | 38.1                               | 7.5                                 | 30.6                              | 3.1                                    |
| 1993 | 38.4                               | 7.8                                 | 30.6                              | 3.1                                    |
| 1992 | 38.6                               | 8.0                                 | 30.6                              | 3.1                                    |
| 1991 | 38.8                               | 8.3                                 | 30.5                              | 3.1                                    |
| 1990 | 39.0                               | 8.5                                 | 30.5                              | 3.1                                    |
| 1989 | 39.2                               | 8.8                                 | 30.4                              | 3.0                                    |
| 1988 | 39.5                               | 9.1                                 | 30.4                              | 3.0                                    |
| 1987 | 39.9                               | 9.4                                 | 30.5                              | 3.1                                    |
| 1986 | 40.4                               | 9.7                                 | 31.3                              | 3.1                                    |
| 1985 | 41.0                               | 10.0                                | 31.0                              | 3.1                                    |
| 1984 | 41.6                               | 10.3                                | 31.3                              | 3.1                                    |
| 1983 | 42.3                               | 10.6                                | 31.7                              | 3.2                                    |
| 1982 | 42.9                               | 10.9                                | 32.0                              | 3.2                                    |
| 1981 | 43.4                               | 11.2                                | 32.2                              | 3.2                                    |
| 1980 | 43.8                               | 11.5                                | 32.3                              | 3.2                                    |
| 1979 | 44.1                               | 11.8                                | 32.3                              | 3.2                                    |
| 1978 | 44.4                               | 12.1                                | 32.3                              | 3.2                                    |
| 1977 | 44.6                               | 12.3                                | 32.3                              | 3.2                                    |
| 1976 | 44.7                               | 12.6                                | 32.1                              | 3.2                                    |
| 1975 | 44.9                               | 12.9                                | 32.0                              | 3.2                                    |
| 1974 | 45.0                               | 13.1                                | 31.9                              | 3.2                                    |
| 1973 | 45.1                               | 13.4                                | 31.7                              | 3.2                                    |
| 1972 | 45.1                               | 13.8                                | 31.3                              | 3.1                                    |
| 1971 | 45.2                               | 14.1                                | 31.1                              | 3.1                                    |
| 1970 | 45.3                               | 14.5                                | 30.8                              | 3.1                                    |
| 1969 | 45.4                               | 14.8                                | 30.6                              | 3.1                                    |
| 1968 | 45.6                               | 15.2                                | 30.4                              | 3.0                                    |
| 1967 | 45.8                               | 15.6                                | 30.2                              | 3.0                                    |
| 1966 | 45.9                               | 16.0                                | 29.9                              | 3.0                                    |
| 1965 | 46.2                               | 16.5                                | 29.7                              | 3.0                                    |
| 1964 | 46.5                               | 16.9                                | 29.6                              | 3.0                                    |
| 1963 | 46.9                               | 17.3                                | 29.6                              | 3.0                                    |
| 1962 | 47.3                               | 17.8                                | 29.5                              | 3.0                                    |
| 1961 | 47.8                               | 18.2                                | 29.6                              | 3.0                                    |
| 1960 | 48.4                               | 18.7                                | 29.7                              | 3.0                                    |

* La tasa de crecimiento natural ya sea de modo bruto o promediado es el resultado de muertes y nacimientos, no incluye el aporte del saldo neto de la migración del país por lo que no es la tasa de crecimiento real a nivel de país.

## Futuro demográfico de Guatemala
A menos que suceda alguna índole que impacte la población de este país en un futuro, se proyecta que la población de Guatemala en estructura de edad vaya avanzado de esta forma sin alterar.
| Estructura de edad en 2020 | 0-9 años | 10-29 años | 30-49 años | 50-64 años | +65 años |
| Porcentaje                 | 23.5     | 39.8       | 23.3       | 8.2        | 5.4      |

- primer grupo, nacidos entre 2011 y 2020
- segundo grupo, nacidos entre 2010 y 1991
- tercer grupo, nacidos entre 1990 y 1971
- cuarto grupo, nacidos entre 1970 y 1956
- quinto grupo, nacidos en 1955 y antes.

| Estructura de edad en 2030 | 0-9 años | 10-29 años | 30-49 años | 50-64 años | +65 años |
| Porcentaje                 | 20.6     | 37.1       | 26.1       | 10.2       | 6.0      |

- primer grupo, nacidos entre 2021 y 2030
- segundo grupo, nacidos entre 2020 y 2001
- tercer grupo, nacidos entre 2000 y 1981
- cuarto grupo, nacidos entre 1980 y 1966
- quinto grupo, nacidos en 1965 y antes.

| Estructura de edad en 2040 | 0-9 años | 10-29 años | 30-49 años | 50-64 años | +65 años |
| Porcentaje                 | 18.2     | 30.8       | 27.1       | 12.7       | 7.8      |

- primer grupo, nacidos entre 2031 y 2040
- segundo grupo, nacidos entre 2030 y 2011
- tercer grupo, nacidos entre 2010 y 1991
- cuarto grupo, nacidos entre 1990 y 1976
- quinto grupo, nacidos en 1975 y antes.

| Estructura de edad en 2050 | 0-9 años | 10-29 años | 30-49 años | 50-64 años | +65 años |
| Porcentaje                 | 16.0     | 31.6       | 26.7       | 14.8       | 10.5     |

- primer grupo, nacidos entre 2041 y 2050
- segundo grupo, nacidos entre 2040 y 2021
- tercer grupo, nacidos entre 2020 y 2001
- cuarto grupo, nacidos entre 2000 y 1986
- quinto grupo, nacidos en 1985 y antes.